# Спортивна гімнастика на літніх Олімпійських іграх 2004 — Вільні вправи (жінки)
Змагання у вільних вправах серед жінок у рамках турніру зі спортивної гімнастики на літніх Олімпійських іграх 2004 року відбулись 23 серпня 2004 року.

## Призери
| Золото                   | Срібло                             | Бронза                    |
| Кетеліна Понор · Румунія | Ніколета Даніела Софроні · Румунія | Патрісія Морено · Іспанія |

### Фінал
| Місце | Гімнастка                      | Стартова оцінка | Швейцарія | Італія | Бельгія | Мексика | Нова Зеландія | Велика Британія | Штраф | Результат |
| ----- | ------------------------------ | --------------- | --------- | ------ | ------- | ------- | ------------- | --------------- | ----- | --------- |
|       | Кетеліна Понор (ROU)           | 10.00           | 9.75      | 9.75   | 9.75    | 9.75    | 9.75          | 9.75            | —     | 9.750     |
|       | Ніколета Даніела Софроні (ROU) | 9.90            | 9.55      | 9.55   | 9.60    | 9.60    | 9.55          | 9.55            | —     | 9.562     |
|       | Патрісія Морено (ESP)          | 10.00           | 9.50      | 9.50   | 9.45    | 9.60    | 9.50          | 9.40            | —     | 9.487     |
| 4     | Чен Фей (CHN)                  | 9.90            | 9.50      | 9.45   | 9.55    | 9.50    | 9.60          | 9.50            | 0.10  | 9.412     |
| 5     | Даяна дос Сантос (BRA)         | 10.00           | 9.55      | 9.55   | 9.45    | 9.45    | 9.45          | 9.45            | 0.10  | 9.375     |
| 6     | Мохіні Бхардвадж (USA)         | 9.70            | 9.30      | 9.30   | 9.35    | 9.30    | 9.30          | 9.40            | —     | 9.312     |
| 7     | Кейт Річардсон (CAN)           | 9.90            | 9.40      | 9.35   | 9.35    | 9.45    | 9.50          | 9.45            | 0.10  | 9.312     |
| 8     | Аліна Козич (UKR)              | 9.50            | 8.55      | 8.55   | 8.65    | 8.60    | 8.60          | 8.65            | 0.10  | 8.500     |